# 純色brilliant
『純色brilliant』（じゅんしょくブリリアント）は、2005年12月16日に発売された、日本の声優、女優である桑島法子のアルバムである。

## 概要
デビュー後10年間のアニメ・キャラクターソングをまとめたベスト・アルバム。
シークレット・トラックとして「制服」（オリジナルは松田聖子）のカヴァーを収録。

## 収録曲
1. ホントの笑顔で（from『無限のリヴァイアス』）
作詞：弥勒 作曲：菅井えり 編曲：矢田部正
2. a wonderful world-KH-R`HO213 EX`MIX-（from『アルジェントソーマ』）
作詞：北川恵子 作曲：服部克久 編曲：DJ K.HASEGAWA
3. For the future Lovers（from『アルジェントソーマ』）
作詞：北川恵子 作編曲：服部克久)
4. こわれもの〜Fragile（from『アルジェントソーマ』）
作詞：北川恵子 作編曲：服部克久
5. canta per me -japanese Ver.-（from『ノワール』）
作詞：梶浦由記 作編曲：梶浦由記
6. エム・モア（from『ノワール』）
作詞：サエキけんぞう 作曲：朝本浩文 編曲：梶浦由記
7. la, la maladie du sommeil（from『ラーゼフォン』）
作詞：橋本一子 作曲：ボロディン・橋本一子 編曲：橋本一子
8. ビヨンド -2005 solo Ver.-  （from『ちょびっツ』）
作詞：サエキけんぞう 作曲：依田和夫 編曲：中西亮輔
9. 偲芳歌（from『十二国記』）
作詞：北川恵子 作編曲：梁邦彦
10. 深海の空（from『絢爛舞踏祭 ザ・マーズ・デイブレイク』）
作詞：木本慶子 作編曲：和田薫
11. 深海の孤独（from『機動戦士ガンダムSEED DESTINY』）
作詞：梶浦由記 作編曲：梶浦由記
12. The Ballad of Wendy（from『ガン×ソード』）
作詞：蓮水薫 作編曲：高野寛
13. 制服 -1996 solo Ver.-
作詞：松本隆 作曲：呉田軽穂 編曲：戸田誠司